# 高羲東
高 羲東（コ・ヒドン、朝鮮語: 고희동、1886年3月11日 - 1965年10月22日）は、日本統治時代の朝鮮と韓国の画家、韓国の政治家、参議員。本貫は済州高氏。別名は春谷（チュンゴク、춘곡）。
韓国最初の洋画家のほか、西洋画を朝鮮で広げた美術教育者でもあり、韓国初の近代的な美術団体である「書画協会」を創立した美術行政家でもある。また、1925年頃以降は韓国画をメインに、西洋画の色彩と明暗法を加味した新しい絵風を開拓した。

## 経歴
漢城府出身。開港期に博文局の主事、ジャーナリストを務めた高永喆の三男である。14歳の時に漢城仏語学校に入ってフランス語を学び、1904年に宮内府の主事となり、宮中のフランス語の通訳・翻訳を行った。しかし、乙巳条約が結ばれると官僚を辞め、安中植や趙錫晋などの有名な画家の下で絵画を勉強したが、中国絵画に基づく朝鮮の絵画に違和感を覚え、宮内府時代にフランス語教師の肖像のスケッチを見たことがあるため、西洋の絵画に関心を持ち始めた。
1909年に日本に渡り、東京美術学校西洋画科に入学し、本格的な洋画の技法を勉強するようになった。1914年に韓国人が描いた最初の西洋画である雑誌『青春』の表紙絵を描いた。5年間の勉強の末で卒業した後、1915年に朝鮮に帰国した。その帰国は毎日新報にも報道されるほどの大きなニュースであった。帰国後は中央高等普通学校、徽文高等普通学校、普成学校（高麗大学校の前身）で美術を教えた。美術教師時代の学生には小説家の李箱、画家の都相鳳、蒐集家の全鎣弼（澗松美術館の創立者）らがいた。
しかしながら、当時の朝鮮では西洋画に対する関心が薄かったため、高は韓国画をメインとして西洋画の技法を加えるという新美術運動を展開した。1918年に書画界の重鎮と大家たちを誘い、朝鮮人書画家の集まりである近代的な美術団体「書画協会」を結成した。書画協会の主な活動は会員の作品展の開催で、1921年に中央高等普通学校の講堂で朝鮮最初の近代美術展である第1回書画協会展が開かれた。また、韓国初の美術誌である『書畫協会報』も同協会が発行した。1922年の第1回朝鮮美術展覧会で、高は「庭園で」を西洋画部、「夏の田舎」を東洋画部に出品した。しかし第3回朝鮮美術展覧会からは出展を止め、その後は書画協会だけの活動を行なった。書画協会展も1936年の第15回をもって終了したが、1939年の強制解散までに書画協会の総務・会長として民族陣営の美術家の団結に努めた。
解放後は朝鮮美術建設本部委員長、朝鮮美術協会会長、大韓民国美術展覧会審査委員長、大韓美術協会会長、大韓民国芸術院終身会員を歴任し、1956年に第2回芸術院賞（美術功労賞）を受賞した。また、朝鮮戦争勃発後はしばらく僧侶に変装し、ソウル市内の寺院で過ごした後、1951年初めの第3次ソウルの戦いの撤退時に家族と共に釜山に避難に行った。その時に韓国民主党に入党し、以降は民主党顧問、国家保安法改悪反対闘争委員会発起人、民権守護国民総連盟常任委員長、公明選挙推進全国委員会顧問を歴任し、1960年の第5代総選挙ではソウル選挙区から出馬し、参議員に当選した。
晩年は1962年に妻を亡くした後、張勉を代父にしてカトリックに帰依した。1965年3月に脳卒中により倒れ、同年10月22日に亡くなった。

## 作品
「程子冠を使った自画像」、「うちわを持った自画像」、「金剛山珍珠潭瀑布」、「探勝」など。

## 親族
李氏朝鮮・大韓帝国の官僚・政治家の高永喜は父親・高永喆の兄である。また、法学者、中央大学校教授の李相敦は末娘の息子である。

## 旧宅
ソウル特別市鍾路区苑西洞に高羲東の旧宅が残っており、これは高が1918年に分家した時に本人が設計した木造の瓦屋で、近代初期の韓国住宅の特徴が濃く残っている。 2004年9月4日に登録文化財第84号に指定され、2012年に同建築に高羲東美術館が開館した。